# آيت أومراس (تنانت)
آيت أومراس هي إحدى مشيخات المملكة المغربية، تتبع جغرافيا لإقليم أزيلال وإداريًا لتنانت. يقدر عدد سكانها بـ 4934 نسمة حسب الإحصاء الرسمي للسكان والسكنى لسنة 2004.